# Goran Nava
Goran Nava (né le 15 avril 1981 à Bologne) est un athlète serbe spécialiste du 1 500 mètres.

## Biographie
Après avoir représenté son pays aux Jeux olympiques de Pékin en 2008, il devient finaliste lors des Championnats d'Europe d'athlétisme 2012 à Helsinki, terminant 7e en 3 min 47 s 74.